# Hussain Hotak
Hussain Hotak (... – 1738) fu l'ultimo sovrano della dinastia Hotak.

## Biografia
Figlio di Mirwais Hotak, fu il quinto e ultimo sovrano della dinastia Hotak di origine etnica pashtun (afgana) della tribù Ghilji. Succedette al trono dopo la morte del fratello Mahmud Hotak nel 1725. Fu anche un poeta in lingua pashto. Mentre suo cugino Ashraf regnava su gran parte della Persia da Esfahan, Hussain regnava su quello che è oggi l'Afghanistan da Kandahar.
La morte di Ashraf Khan, nel 1729, segnò la fine del brevissimo periodo di comando degli Hotak sulla Persia (Iran), ma quello che è oggi l'Afghanistan rimase sotto il controllo di Hussain fino al 1738, quando Nadir Shah lo conquistò. Fu solo una breve pausa prima della nascita dell'ultimo impero afgano, predecessore del moderno Afghanistan, nel 1747.